# Authentik
Pour les articles homonymes, voir Authentik (homonymie), Authentik Remix, Authentik (album) et Authentik (web-série).
Albums de Suprême NTM
1993... J'appuie sur la gâchette
(1993)
Singles
1. Le monde de demain
Sortie : 9 octobre 1990
2. Authentik Remix
Sortie : 1991
3. Soul Soul Remix
Sortie : 8 janvier 1992
4. Boogie Man
Sortie : mars 1992
5. Police (IV My People Remix) / L’argent pourrit les gens (B.O.S.S. Remix)
Sortie : 21 mars 2000

Authentik est le premier album studio du groupe de rap français Suprême NTM, sorti en 1991 sur le label Epic Records de Sony. 
En janvier 1992, à la fin de la tournée de promotion de l'album qui avait débuté en mars 1991, Authentik s'était vendu à 70 000 exemplaires. Cet album fait figure de pionnier dans le paysage du rap français, tant le genre n'avait pas encore, à l'époque, trouvé sa crédibilité. Elle s'impose ici en force tout d'abord auprès du public; la renommée de NTM se forgeant au fil d'une vaste tournée de promotion de l'album débutée en mars 1991 et clôturée en janvier 1992 au Zénith de Paris devant une salle comble. L'album devient finalement disque d'or en 1996 en se vendant à 100 000 exemplaires.
Cet album fait suite à la sortie le 9 octobre 1990 du premier maxi du groupe, comportant notamment le single Le monde de demain, déjà sous le label Epic Records. Ce maxi s'était vendu à plus de 50 000 exemplaires avant la parution de l'album; son ton revendicatif et révolté coïncidant avec le climat de tension sociale qui régnait en France cette année-là avec, entre octobre et novembre, de violents affrontements entre policiers et jeunes des cités dans la banlieue lyonnaise, à Vaulx-en-Velin, et des manifestations de lycéens particulièrement virulentes à Paris. Quelques mois auparavant, dans le titre Le monde de demain, NTM scandait : « Alors va faire un tour dans les banlieues / Regarde ta jeunesse dans les yeux, toi qui commandes en haut lieu / Mon appel est sérieux, non, ne prends pas ça comme un jeu / Car les jeunes changent, voilà ce qui dérange / Plus question de rester passif en attendant que ça s'arrange. ».
À sa sortie, Authentik a frappé par l'aspect brut et la violence perçue comme désordonnée de ses propos. Le style de l'album, fait de textes hardcore scandés sur des beats rapides, est très influencé par le rap hardcore américain  et plus généralement les musiques afro-américaines comme la soul ou le rhythm 'n' blues (Le monde de demain sample “T” Stands For Trouble de Marvin Gaye). À l'instar des précurseurs new-yorkais du rap hardcore, les membres de NTM utilisent leur rap comme un « haut-parleur » social et politique au travers duquel ils lancent leurs revendications de sortir du déclassement dans lequel la société les enferme.
Une réédition de l'album avec des titres supplémentaires, des titres en live, des remix, des instrumentales et des a cappella  est sortie le 24 juin 2016 pour les 25 ans de l'album. Il contient également un livret de 20 pages rédigé par le journaliste Olivier Cachin ayant tourné avec François Bergeron leur premier clip Le Pouvoir pour l'émission de télévision Rapline.

## Production et artwork
Pour de nombreux professionnels du secteur, Authentik constitue, en termes de production musicale hip-hop, à la fois une première en France et un petit exploit, les ingénieurs du son de l'époque n'étant alors encore que très peu familiarisés au type de travail spécifique qu'implique le rap, à savoir, par exemple, être en mesure de conseiller l'artiste sur la manière de poser son flow, caler parfaitement ce flow sur le lead musical du DJ ou gérer les boosts vocaux du chanteur. Aidées par le talent du producteur DJ S, ces conditions sont ici réunies sous l'égide du réalisateur Fred Versailles et de l'ingénieur du son Reptile. Kool Shen et Joey Starr signent avec Authentik ce que beaucoup considèrent comme le premier album abouti de l'histoire du rap français.
Le posse 93 NTM qui participe à la réalisation de ce premier opus rassemble des artistes considérés comme faisant partie des plus doués de leur génération dans les diverses disciplines du hip hop comme la production musicale et le DJing avec DJ S, la danse avec Lady V, Kast, Badreak, Yazid et AL.X et le graff avec Mode 2, Kea et Colt qui réalisent la pochette. Yazid et AL.X (sous le nom Mr. 3) rappent également sur certains titres aux côtés de Joeystarr et Kool Shen. Le photographe Wilfrid Azencoth réalise aussi sa première photographie d'album musical.

### Thèmes de l'album
L'album se compose pour l'essentiel de chansons à textes qui abordent des thèmes de société chers aux membres de NTM, entrecoupées de morceaux plus légers, parfois très courts, en forme de clin d'œils, comme Big Flap, l'intro Test des micros ou la Dédicace finale. Il contient aussi des exercices de style, toutefois riches de sens, à l'image du titre Freestyle, qui s'apparente à un exercice d'écriture et de phrasé rap, mené par Kool Shen, Joeystarr, Yazid, AL.X et Rockin' Squat du groupe Assassin, ou encore, dans une moindre mesure, Danse ou Paix, qui démontrent la virtuosité du groupe en termes de flow.
Parmi les thèmes abordés, la problématique des banlieues, et les questions qui en découlent, occupent une place prépondérante. Ainsi, Le monde de demain traite spécifiquement des problèmes sociaux qui se posent dans les cités de banlieue. NTM y apostrophe les politiques quant à leur passivité et leur indifférence à cet égard, clamant que « La délinquance avance et tout ceci a un sens / Car la violence coule dans les veines de celui qui a la haine ». Ce morceau a souvent été cité dans la presse française lors des émeutes de 2005 dans les banlieues, qui y a vu des paroles prémonitoires, telles que : « Alors réfléchissez: Combien sont dans mon cas / Aux abords de vos toits et si cela est comme ça / C'est que depuis trop longtemps / Des gens tournent le dos Aux problèmes cruciaux / Aux problèmes sociaux qui asphyxient la jeunesse / Qui réside aux abords au Sud, à l'Est, à l'Ouest, au Nord / Ne vous étonnez pas Si quotidiennement l'expansion de la violence est telle ».
Découlant de ce sentiment de mise au ban par la société française, le thème de l'exclusion est présent dans plusieurs morceaux, comme C'est clair, qui revendique haut et fort une démarche de lutte contre l'ostracisme de la nation à l'égard des habitants des cités et explicite au passage le sens du symbole NTM (« Contrairement à ce qui se dit ici ou là / En aucun cas ce sigle de trois ne s'adresse à toi / Nous, nous dénonçons les marasmes de l'état / NTM combat pour la jeunesse, pour faire valoir ses droits »), en annonçant « la constante véhémence / vis-à-vis de cette France dont l'inclémence nous balance / socialement comme exclus ». L'exclusion constitue aussi la chute du titre Soul Soul, qui raconte pourtant une soirée de fête, et qui se conclut en ces termes : « Direct, nette l'embrouille part en couilles / Pas d'explication, cool / On nous refoule direction / La sortie, allez roule ! / Tout le temps… / Tout le temps… / Et ce soir encore à l'actif du Nord / Tout le posse se retrouvera dehors ».
Forme d'exclusion exacerbée, le racisme est évoqué tout particulièrement dans Blanc et Noir, qui dénonce explicitement les extrémismes côté Blancs avec Jean-Marie Le Pen et le Front national, et côté Noirs avec Louis Farrakhan, tout comme les islamistes radicaux baptisés « pseudo-suppôts de prophètes », les skinheads ou encore l'apartheid. Prônant la « différence ethnique, alliance de cultures / Voilà les raisons de notre progression, c'est sûr », puis jouant de leur différence de couleur de peau, Joeystarr et Kool Shen scandent en guise de refrain : « Je suis blanc, il est noir, c'est une leçon pour l'histoire / Blanc et noir, l'histoire est à revoir ». Le titre Quelle gratitude ? exprime, en termes virulents, le sentiment de révolte éprouvé par Joeystarr envers la France, d'abord lors de son service militaire, clamant « qu'aucunement je partage leurs idéologies / Qui n'ont fait de moi qu'un jeune aigri paranoïaque », le morceau se poursuivant par des paroles corrosives envers « le système » dans son ensemble et se concluant sur le thème du racisme : « Voilà pourquoi cette pluie de mots / Adressée à ma nation se veut forte / Car je n'oublie pas tous ces gens / Qui un jour ont pu fermer leur porte / Jugeant mes capacités sur ma couleur et mon ethnie ».
Dans ce contexte de souffrance sociale, d'autres titres expriment la solidarité indéfectible et la conscience politique des artistes concernés par le monde qui les entoure, et qui les agresse de par son manque de compréhension et de tolérance, et sa volonté de tenir à l'écart de la société les communautés qui ne cadrent pas avec les traditions séculaires du pays. Ainsi, Authentik aborde le thème de la sincérité des rappeurs dans leur démarche artistique : NTM s'adresse ici aux journalistes et aux médias en général, évoquant les préjugés existant à l'encontre du rap et de la culture de la rue, sur un ton qui résonne comme une mise en garde : « Seulement voilà si tu parles de moi ne fais pas de faux pas / Car pour t'éliminer pas besoin de contrat ». L'argent pourrit les gens parle des méfaits de l'argent, qu'il soit mal employé par les gouvernements pour acheter des armes plutôt que pour stopper la famine en Afrique, qu'il serve à enrichir les dealers de drogue, qu'il attise les convoitises et génère des actes de délinquance même entre gens du bas de l'échelle sociale ou qu'il alimente les pratiques de corruption en politique. Les chanteurs de NTM, même s'ils se sentent riches de leur intégrité, s'incluent dans l'humanité avide de gains matériels, se déclarant leurrés et « déréglés par le système », mais concluent toutefois : « Je suis en bas, mais bien plus haut incomparable par leurs niveaux / Des gens tournent le dos à la famine de leurs égaux / Dédaignant leurs pairs car, plus ils croulent sous l'argent / Moins le monde devient réel est-ce le bonheur ? / Non je ne crois pas que le pognon soit une rançon du bonheur ». Enfin, De personne je ne serai la cible aborde les thèmes de l'apprentissage à l'école de la vie (« ne jamais oublier les erreurs commises et les leçons apprises »), de la liberté de se prendre en main en vue de « s'élever pour sortir de la masse », de l'hostilité des gens face à la différence (« Hostile à la différence face à l'étranger méfiance / Dernier slogan d'une France où l'intolérance prend de l'avance ») et de la solide union des membres du clan NTM face à toute adversité, avec en guise de refrain des mots aux allures de devise : « NTM indivisible, incorrigible, incorruptible ».

## Liste des pistes
| 1.    | Test des micros                                | —                | 0:17 |
| 2.    | Authentik                                      | DJ S             | 2:49 |
| 3.    | L'argent pourrit les gens                      | DJ S et DJ Spank | 3:19 |
| 4.    | De personne je ne serai la cible (Kool Shen)   | Fred Versailles  | 3:34 |
| 5.    | Big Flap (Zeedya)                              | —                | 0:30 |
| 6.    | Le Pouvoir                                     | DJ S             | 4:36 |
| 7.    | Freestyle (avec Rockin' Squat, Mr 3 et Zeedya) | DJ S             | 2:56 |
| 8.    | Paix                                           | Fred Versailles  | 2:55 |
| 9.    | Le monde de demain                             | DJ S             | 3:58 |
| 10.   | Danse                                          | DJ S             | 3:19 |
| 11.   | Quelle gratitude ? (Joeystarr)                 | DJ Spank         | 2:59 |
| 12.   | Soul Soul (Kool Shen)                          | DJ S             | 4:32 |
| 13.   | C'est clair                                    | DJ S             | 3:57 |
| 14.   | Blanc et Noir                                  | DJ S             | 3:31 |
| 15.   | Dédicace                                       | DJ S             | 3:40 |
| 46:52 |                                                |                  |      |

### Titres bonusde la réédition des 25 ans (2016)
1. Boogie Man
2. Nouvelle attack terroriste sur 24 pistes
3. Quelle gratitude ? / Le Pouvoir (live au Zénith)
4. Authentik (remix)
5. New York Mix Soul Soul
6. L'argent pourrit les gens (remix - version longue)
7. Le monde de demain (Tribute Man) (version longue)
8. Danse (version longue instrumentale)
9. Authentik (instrumental)
10. La Cible (version longue instrumentale)
11. Blanc et Noir (version courte instrumentale)
12. L’argent pourrit les gens (version alternative instrumentale)
13. Soul Soul (Version alternative instrumentale)
14. Quelle gratitude ? (version courte instrumentale)
15. Boogie Man (instrumentale)
16. C’est clair (instrumentale)
17. Authentik (A cappella)
18. L'argent pourrit les gens (B.O.S.S. A Cappella)

### Singles et maxis
- 1990 : Le monde de demain
- 1991 : Authentik Remix, remixé par Kirk Yano
- 1991 : Soul Soul Remix, remixé par Kirk Yano
- 1992 : Boogie Man, maxi inédit contenant deux titres live enregistrés au Zénith
- 2000 : Police (IV My People Remix) / L’argent pourrit les gens (B.O.S.S. Remix)

### Clips
- 1990 : Le Pouvoir réalisé par l'équipe de l'émission Rapline
- 1990 : Le monde de demain et Le Pouvoir[16], en une seule vidéo, réalisé par Stéphane Sednaoui
- 1991 : Authentik[17], réalisé par Pascal Venturini
- 1991 : Soul Soul, réalisé par Seb Janiak